# Paulina Kuras
Paulina Kuras (ur. 12 sierpnia 1992 w Rzeszowie) – polska koszykarka występująca na pozycji rozgrywającej, obecnie zawodniczka AZS Uniwersytetu Gdańskiego, reprezentantka Polski w koszykówce 3x3.

## Osiągnięcia
Stan na 28 lutego 2021, na podstawie, o ile nie zaznaczono inaczej.
Drużynowe
- Awans do najwyższej klasy rozgrywkowej – PLKK:
  - z AZS-em Uniwersytet Gdański (2019)
  - ze Ślęzą Wrocław (2014)
- Uczestniczka mistrzostw Polski juniorek starszych (2012 – 4. miejsce)

Indywidualne
- MVP grupy A I ligi kobiet (2017)
- Zaliczona do I składu I ligi kobiet (2016, 2017, 2019)
- Liderka:
  - sezonu I ligi w asystach (2013¹, 2014)
  - w przechwytach:
    - I ligi (2013)
    - II ligi (2012)

Reprezentacja
- Brązowa medalistka mistrzostw Europy U–20 (2011)
- Uczestniczka:
  - mistrzostw:
    - świata 3x3 (2016 – 13. miejsce)
    - Europy:
      - U–20 (2011, 2012 – 10. miejsce)
      - U–18 (2009 – 12. miejsce, 2010 – 11. miejsce)
      - U–16 (2008 – 6. miejsce)

  - kwalifikacji do FIBA Europe Cup 3x3 (2017 – 10. miejsce)

¹ – liderka całego sezonu, włącznie z play-off